# Clásico Dos Mil Guineas (Chile)
El Clásico Dos Mil Guineas es una carrera de la hípica chilena de Grupo I, que se disputa anualmente en el Hipódromo Chile el primer o segundo sábado de septiembre. Este clásico está destinado a Machos de 3 años, y junto al clásico Mil Guineas es la segunda etapa de la Cuádruple Corona del Chile, conformada además por los clásicos, Tanteo de Potrancas  ,Tanteo de Potrillos, Gran Criterium Mauricio Serrano Palma y St Leger.

## Récords
Récord de la distancia: 
- Sonoma Band (2013), 1.600 con 1:36.62

Preparador con más triunfos
- 5 - Juan P. Baeza J. (2008, 2010, 2012, 2014, 2024)

Criador con más triunfos
- 5 - Haras Mocito Guapo (1990, 1998, 1999, 2005, 2016)

Jinete con más triunfos
- 7 - Gonzalo Ulloa (2002, 2004, 2006, 2009, 2013, 2015 y 2019)

## Ganadores del Clásico Dos Mil Guineas
Los siguientes son  los ganadores del clásico Dos Mil Guineas desde 1990.
| Año  | Caballo             | Jinete             | Preparador            | Stud                     | Haras                 | Tiempo   |
| ---- | ------------------- | ------------------ | --------------------- | ------------------------ | --------------------- | -------- |
| 1990 | Memo                | Danilo Salinas     | Guillermo Aguirre A.  | Panter                   | Mocito Guapo          | 1.34.2/5 |
| 1991 | Assuan              | Sergio Azócar      | Francisco Castro C.   | A.J.Q                    | Trafalgar Ltda.       | 1.37.0   |
| 1992 | Gran Pibe           | Sergio Vásquez     | Jorge Inda M.         | Figurón                  | Figurón               | 1.38.3/5 |
| 1993 | Peruvian Dancer     | Héctor Salazar     | Samuel Fuentes P.     | Anglo Chilean            | Santa Amelia          | 1.35.1/5 |
| 1994 | Papelillo           | Luis Torres        | Carlos Urbina H.      | Toyita                   | Las Ortigas           | 1.35.1/5 |
| 1995 | Auguri              | Patricio Rivera    | Juan Cavieres A.      | Caserta                  | El Sheik              | 1.34.0   |
| 1996 | Tango Uno           | Johann Albornoz    | Enrique Vidal V.      | Mano a Mano              | Carampangue           | 1.36.4/5 |
| 1997 | Puerto Madero       | Luis Torres        | Patricio Baeza A.     | Tute                     | Santa Olga            | 1.34.1/5 |
| 1998 | Big Ten             | Mauricio Figueroa  | Oliverio Martínez L.  | Viejo Perro              | Mocito Guapo          | 1.34.4/5 |
| 1999 | Memo Guapo          | Anyelo Rivera      | Jorge Inda M.         | Tute                     | Mocito Guapo          | 1.35.3/5 |
| 2000 | Lido Palace         | Richard Castillo   | Juan Silva G.         | Amerman Racing           | Figurón               | 1.37.3/5 |
| 2001 | River Café          | Richard Castillo   | Patricio Baeza A.     | Jockey                   | Jockey                | 1.35.3/5 |
| 2002 | Gondolieri          | Gonzalo Ulloa      | Juan Silva G.         | Eugenia Santibáñez de S. | Don Alberto           | 1.37.2/5 |
| 2003 | Host                | Luis Torres        | Jorge Inda M.         | R.T.                     | De Pirque             | 1.36.1/5 |
| 2004 | Trotamondo          | Gonzalo Ulloa      | Patricio Baeza A.     | Stud La Nonna Ltda.      | Don Alberto           | 1.38.1/5 |
| 2005 | Mickelson           | David Sánchez      | Antonio Abarca G.     | Doña Pancha              | Mocito Guapo          | 1.37.55  |
| 2006 | Don Renato          | Gonzalo Ulloa      | Ricardo Rojas S.      | Mariaesten               | San Patricio          | 1.35.41  |
| 2007 | Comparito           | Richard Castillo   | Luis Urbina H.        | Josemac                  | La Compañía           | 1.36.71  |
| 2008 | Vito Corleone       | Héctor I. Berríos  | Juan P. Baeza J.      | Don Theo                 | San Patricio          | 1.35.16  |
| 2009 | Emin Baja           | Gonzalo Ulloa      | Enrique Lagunas R.    | La Herrería              | San Patricio          | 1.34.92  |
| 2010 | Ascot Prince        | Héctor I. Berríos  | Juan P. Baeza J.      | Haras Jockey             | Jockey                | 1.33.37  |
| 2011 | Hinz (Arg)          | Víctor Ramírez     | Juan Cavieres A.      | Haras DTH                | La Providencia (Arg.) | 1.37.31  |
| 2012 | Hakassan            | Alejandro Maureira | Juan P. Baeza J.      | El Arcángel              | Jockey                | 1.36.38  |
| 2013 | Sonoma Band         | Gonzalo Ulloa      | Mario Rabajille M.    | Matriarca                | Matriarca             | 1.36.62  |
| 2014 | Top Casablanca      | Ányelo Rivera      | Juan P. Baeza J.      | Carillanca               | Matancilla            | 1.32.80  |
| 2015 | Incentive Boy (Arg) | Gonzalo Ulloa      | Luis Urbina H.        | G.G.                     | Futuro (Arg).         | 1.35.99  |
| 2016 | Big Daddy           | Héctor I. Berríos  | Oliverio Martínez L.  | Viejo Perro              | Mocito Guapo          | 1.35.89  |
| 2017 | Leitone             | Kevin Espina       | John Pinochet P.      | Ferro                    | Sumaya                | 1.34.71  |
| 2018 | Cariblanco          | Jaime Medina       | Amador Sánchez Q.     | Cariblanco               | Santa Sara            | 1.35.68  |
| 2019 | Tokerau             | Gonzalo Ulloa      | Juan C. Silva S.      | Jarita                   | Cordillera            | 1.38.60  |
| 2020 | Jamón Serrano       | Jorge A. González  | Alejandro Padovani E. | Carjor                   | Las Camelias          | 1.37.72  |
| 2021 | Río de los Ciervos  | Luis Torres        | Claudio Bernal G.     | Mar y Sol                | Don Alberto           | 1.37.55  |
| 2022 | Chromium            | Nicolás Ramírez    | Wilfredo Mancilla D.  | Mantagua                 | Santa Olga            | 1.36.68  |
| 2023 | Yahshua             | Anyelo Rivera      | Rodrigo Pulgar A.     | Tío Javi                 | Santa Sara            | 1.33.64  |
| 2024 | The Goat            | Óscar Ulloa        | Juan Pablo Baeza J.   | Paola                    | Don Alberto           | 1.33.50  |

- Hasta el año 2004 las centésimas del tiempo de la carrera se tomaban en quintos (5) es decir cada 10 segundos eran equivalentes a 1/5.

## Última edición
El sábado 7 de septiembre de 2024. se disputó la edición 2024 del Clásico Dos Mil Guineas, se impuso el ejemplar The Goat, (hijo de Midshipman), derrotando a Ponteau, en tercera posición se ubicó Ga Mo Tak, en cuarta posición llegó Prende Con Agua y la tabla la cerró Gran Oriente. The Goat fue conducido por Óscar Ulloa quien suma su tercera victoria en esta prueba, es preparado por Juan Pablo Baeza, pertenece al stud Paola y fue criado en el Haras Don Alberto.